# کونستانتین سرگیویچ پلوژنیکوف
کونستانتین سرگیویچ پلوژنیکوف (به انگلیسی: Konstantin Sergeyevich Pluzhnikov) ژیمناست زادهٔ ۲۸ آوریل ۱۹۸۷ میلادی اهل کشور روسیه است.